# Serviço de Informações de Polícia
Der Serviço de Informações de Polícia (tetum Servisu Informasaun Polísia SIP; englisch Police Information Service PIS) ist der Nachrichtendienst der osttimoresischen Nationalpolizei (PNTL). Direktor ist seit dem 1. Juni 2021 Superintendente Boavida Ribeiro. Der Direktor wird vom Generalkommandanten der Polizei ernannt und ist durch sein Amt Mitglied des Obersten Polizeirates.
Am 26. Mai 2008 wurde das Gesetz 9/2008 zum „Nationalen Nachrichtendiensystem“ (portugiesisch Sistema Nacional de Inteligência) vom Nationalparlament Osttimors verabschiedet und damit die Grundlage für den SIP geschaffen. Der SIP bildet das operative polizeiliche Nachrichtensystem des Landes. Er sammelt, verarbeitet und archiviert Nachrichten zur Bekämpfung von „gewöhnlicher Kriminalität“. Mit dem Serviço Nacional de Inteligência (SNI) und dem Sistema de Informações Militares (SIM) sowie, in Abstimmung mit dem Außenministerium, mit anderen Diensten und Polizeikräften im Ausland arbeitet der SIP zusammen. Mitglieder des SIP können auch dem SNI unterstellt werden.

## Direktoren des SIP
- Henrique da Costa (2013Ì)[5]
- José Neto Mok (2015–2020)[6][7]
- Hermenegildo da Cruz (2020–2021)[2]
- Boavida Ribeiro (seit 2021)[2]